# Успенская, Мария Алексеевна
Мария Алексеевна Успенская (англ. Maria Ouspenskaya, 29 июля 1876 — 3 декабря 1949) — американская актриса и театральный педагог российского происхождения. Двукратный номинант на «Оскар» (1937, 1940), первая в истории актриса российского происхождения, номинированная на эту премию.

## Биография
Мария Успенская родилась в Туле в семье адвоката. Училась вокальному мастерству в Варшаве, некоторое время гастролировала в провинции. В 1917 году Успенская была принята в Московский Художественный театр, где работала под руководством Константина Станиславского. В то же время она дебютировала в кино, появившись в дальнейшем в четырёх российских немых фильмах.
Во время американских гастролей театра в 1922 году Мария Успенская решила обосноваться в Нью-Йорке, где в 1929 году совместно с польским актёром Ричардом Болеславским основала школу драматического искусства, в которой активно пропагандировала метод Станиславского. Актриса была занята во многих бродвейских постановках, преимущественно в возрастных ролях.
Среди её работ в Голливуде старая цыганка в фильме ужасов «Человек-волк» (1941), Мадам Кирова в ремейке «Моста Ватерлоо» (1941), а также менее значительные роли в фильмах про Франкенштейна и Тарзана. Успенская впервые была номинирована на премию «Оскар» за свою дебютную американскую роль в фильме «Додсворт» (1936) как лучшая актриса второго плана. Три года спустя она вновь была номинирована в той же категории за роль в мелодраме «Любовная история». На съёмочной площадке Мария Успенская всегда была властной и требовательной, а перед съёмками своих последних фильмов настаивала на том, чтобы в титрах она значилась как мадам Мария Успенская.
В 1946 году «Оскар» был присужден её ученице Энн Бакстер.
Мария Успенская умерла 3 декабря 1949 года на 74-м году жизни от инсульта после серьёзных ожогов, полученных во время пожара в своем доме, где она уснула с сигаретой в руке. Похоронена на кладбище Форест-Лаун.

## Фильмография
- 1915 — Сверчок на печи
- 1916 — Ничтожные
- 1917 — Цветы запоздалые
- 1920 — Хвеска
- 1929 — Танька-трактирщица
- 1936 — Додсворт — баронесса фон Оберсдорф
- 1937 — Покорение — графиня Пелагея Валевска
- 1939 — Любовный роман — бабушка Жану
- 1939 — Пришли дожди — Махарани
- 1940 — Магическая пуля доктора Эльриха — Франциска Спайер
- 1940 — Мост Ватерлоо — мадам Ольга Кирова
- 1940 — Смертельный шторм — Хильда Брайтнер
- 1940 — Мужчина, за которого я вышла замуж — фрау Герхардт
- 1940 — Танцуй, девочка, танцуй — мадам Лидия Басилова
- 1941 — Человек-волк — старая цыганка Мальва
- 1941 — Жестокий Шанхай — Ама
- 1942 — Кингс Роу — мадам Мария фон Эльн
- 1943 — Франкенштейн встречает человека-волка — старая цыганка Мальва
- 1945 — Тарзан и амазонки — королева амазонок
- 1946 — Я всегда любил тебя — мадам Горонофф
- 1949 — Поцелуй во тьме — мадам Карина